# キワイ島
キワイ島（Kiwai Island）は、パプアニューギニア、西部州に属する島。フライ川河口のデルタにある島のひとつであり、同デルタ内で最大。長さ59km、幅は平均5.6kmで最大9km、面積359.1 km2である。2000年の人口調査によれば人口は2092人。